# Barleria
Barleria är ett släkte av akantusväxter. Barleria ingår i familjen akantusväxter.

## Bildgalleri

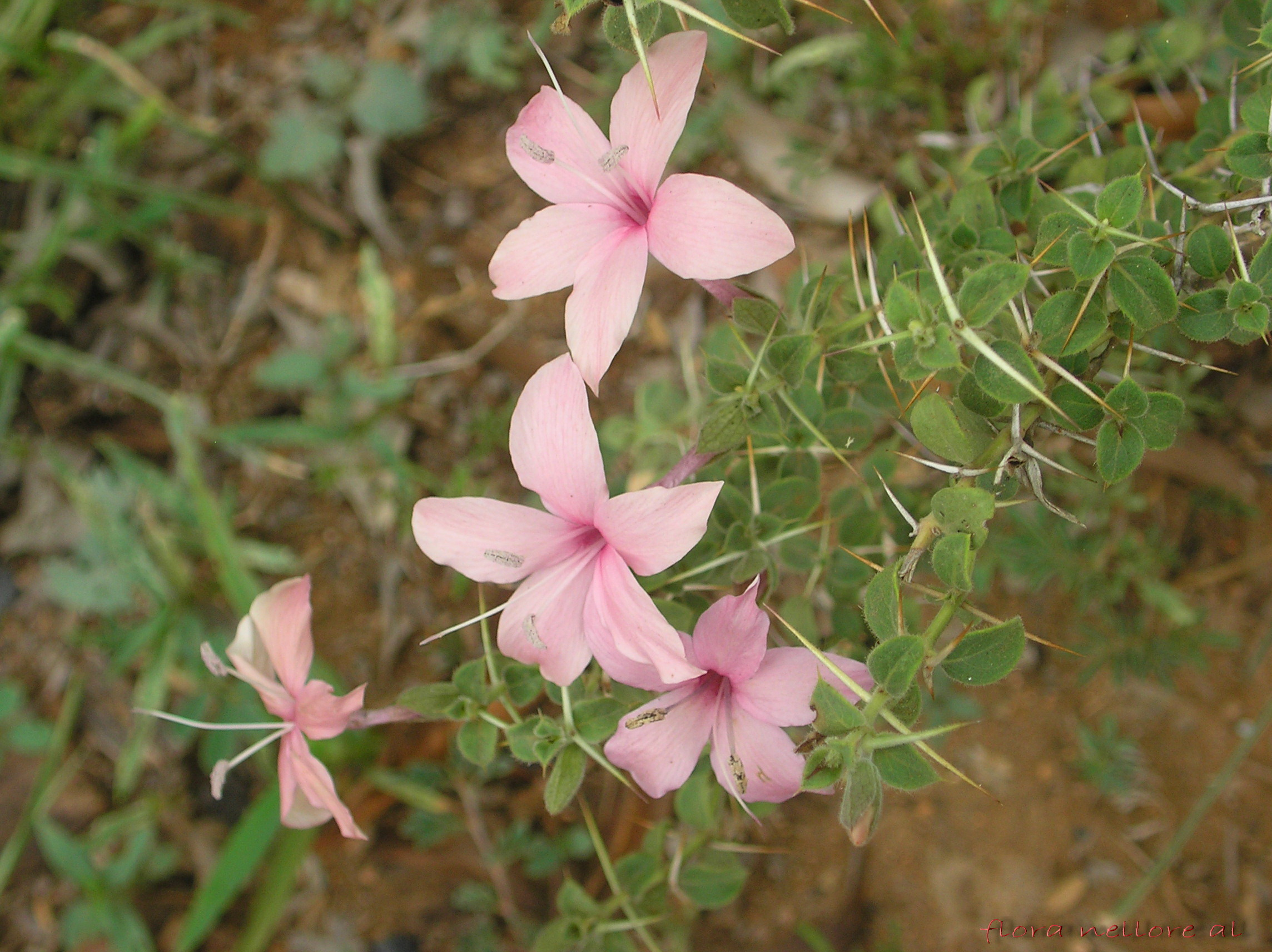
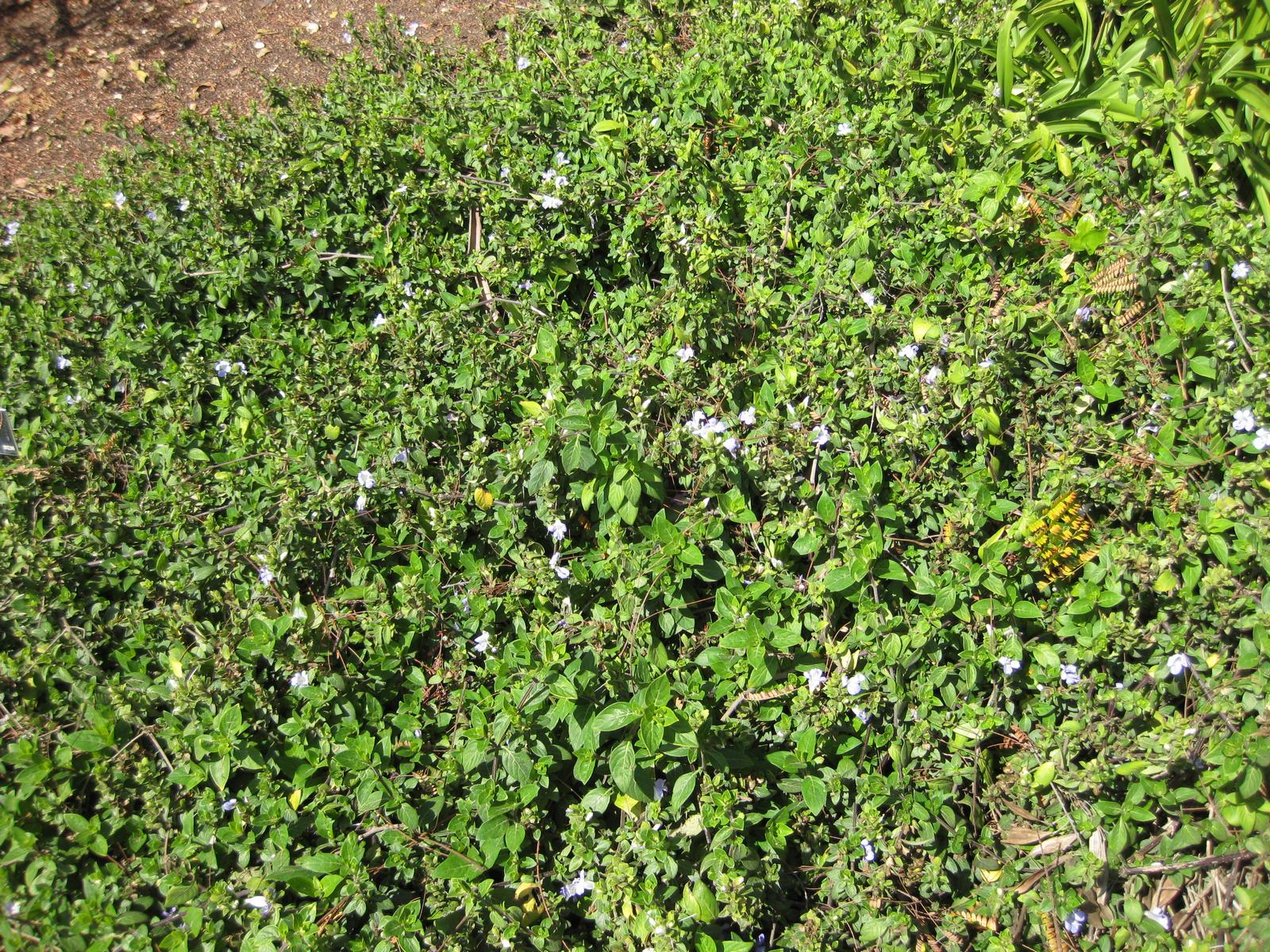
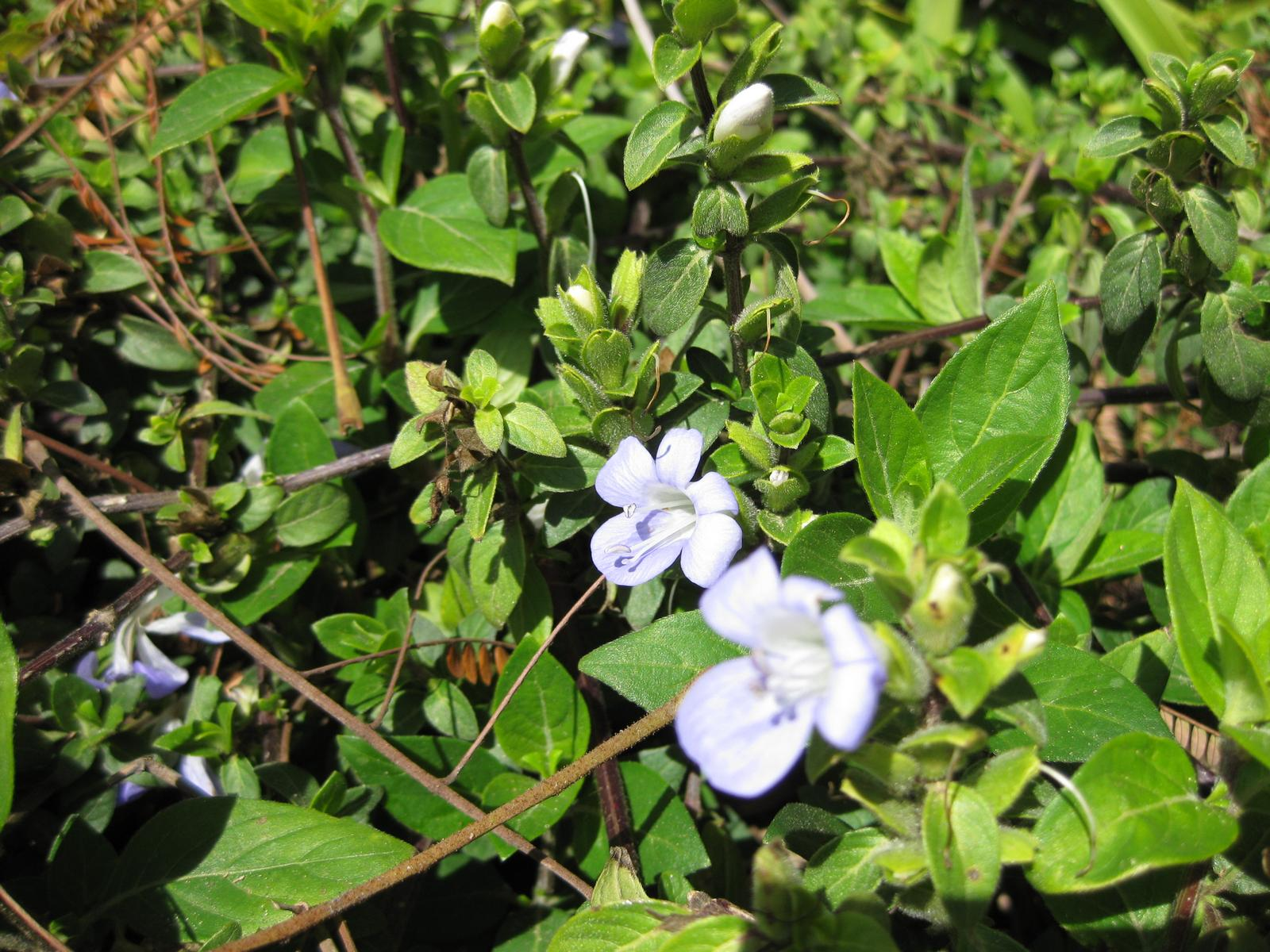
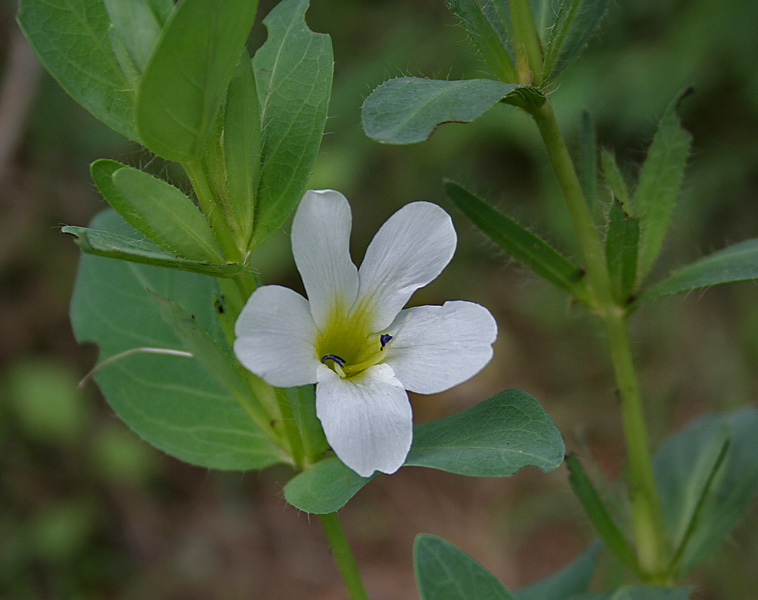
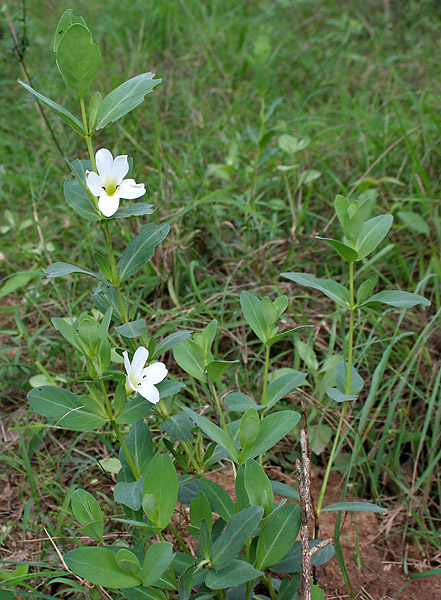
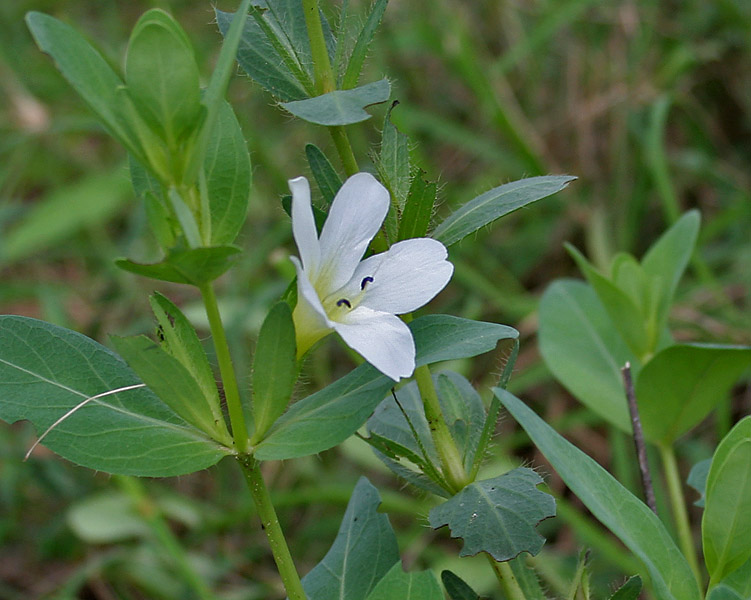

## Dottertaxa tillBarleria, i alfabetisk ordning[1]
- Barleria acanthoides
- Barleria aculeata
- Barleria aenea
- Barleria affinis
- Barleria alata
- Barleria albipilosa
- Barleria albomarginata
- Barleria albostellata
- Barleria alluaudii
- Barleria amanensis
- Barleria angustiloba
- Barleria antunesii
- Barleria argentea
- Barleria argillicola
- Barleria aristata
- Barleria arnottiana
- Barleria aromatica
- Barleria asterotricha
- Barleria athiensis
- Barleria aucheriana
- Barleria bechuanensis
- Barleria benguellensis
- Barleria bicolor
- Barleria biloba
- Barleria bispinosa
- Barleria blepharoides
- Barleria boehmii
- Barleria boivinii
- Barleria bolusii
- Barleria boranensis
- Barleria bornuensis
- Barleria bremekampii
- Barleria brevispina
- Barleria brevituba
- Barleria brownii
- Barleria buddleioides
- Barleria buxifolia
- Barleria calophylla
- Barleria calophylloides
- Barleria candida
- Barleria capitata
- Barleria carruthersiana
- Barleria casatiana
- Barleria cinerea
- Barleria cinnabarina
- Barleria clinopodium
- Barleria comorensis
- Barleria conspicua
- Barleria cordata
- Barleria courtallica
- Barleria crassa
- Barleria cristata
- Barleria crossandriformis
- Barleria cunenensis
- Barleria cuspidata
- Barleria cyanea
- Barleria damarensis
- Barleria decaisniana
- Barleria decaryi
- Barleria delamerei
- Barleria dentata
- Barleria descampsii
- Barleria dinteri
- Barleria diplotricha
- Barleria dolomiticola
- Barleria dulcis
- Barleria elegans
- Barleria elliptica
- Barleria eranthemoides
- Barleria exellii
- Barleria eylesii
- Barleria farinosa
- Barleria faulknerae
- Barleria fissiflora
- Barleria fulvostellata
- Barleria galpinii
- Barleria gibsonii
- Barleria gibsonioides
- Barleria glandulifera
- Barleria glutinosa
- Barleria gossweileri
- Barleria gracilispina
- Barleria granarii
- Barleria grandicalyx
- Barleria grandiflora
- Barleria grandipetala
- Barleria grandis
- Barleria greenii
- Barleria griseoviridis
- Barleria grootbergensis
- Barleria gueinzii
- Barleria her
- Barleria hildebrandtii
- Barleria hillcoatiae
- Barleria hirta
- Barleria hirtifructa
- Barleria hochstetteri
- Barleria holstii
- Barleria holubii
- Barleria horrida
- Barleria humbertii
- Barleria humilis
- Barleria ilicifolia
- Barleria inclusa
- Barleria insolita
- Barleria integrisepala
- Barleria involucrata
- Barleria irritans
- Barleria jasminiflora
- Barleria jubata
- Barleria kacondensis
- Barleria kaessneri
- Barleria kaloxytona
- Barleria kirkii
- Barleria kitchingii
- Barleria laceratiflora
- Barleria lactiflora
- Barleria laeta
- Barleria lanceata
- Barleria lanceolata
- Barleria lancifolia
- Barleria lateralis
- Barleria lawii
- Barleria leandrii
- Barleria limnogeton
- Barleria linearifolia
- Barleria lobelioides
- Barleria longipes
- Barleria longissima
- Barleria lugardii
- Barleria lukafuensis
- Barleria lukei
- Barleria lukwangulensis
- Barleria lupulina
- Barleria mackenii
- Barleria maclaudii
- Barleria macraei
- Barleria macrostegia
- Barleria maculata
- Barleria marginata
- Barleria maritima
- Barleria masaiensis
- Barleria massae
- Barleria matopensis
- Barleria media
- Barleria meeuseana
- Barleria megalosiphon
- Barleria merxmuelleri
- Barleria meyeriana
- Barleria mitis
- Barleria molensis
- Barleria montana
- Barleria monticola
- Barleria morrisiana
- Barleria mpandensis
- Barleria mucronifolia
- Barleria natalensis
- Barleria neurophylla
- Barleria nitida
- Barleria noctiflora
- Barleria norbertii
- Barleria nutans
- Barleria nyasensis
- Barleria observatrix
- Barleria obtecta
- Barleria obtusa
- Barleria obtusisepala
- Barleria oenotheroides
- Barleria opaca
- Barleria orbicularis
- Barleria ovata
- Barleria oxyphylla
- Barleria pabularis
- Barleria pannosa
- Barleria paolii
- Barleria paolioides
- Barleria papillosa
- Barleria parviflora
- Barleria parvispina
- Barleria paucidentata
- Barleria pauciflora
- Barleria penelopeana
- Barleria perrierii
- Barleria phillyreifolia
- Barleria pilosa
- Barleria polhillii
- Barleria polyneura
- Barleria polytricha
- Barleria popovii
- Barleria pretoriensis
- Barleria prionitis
- Barleria proxima
- Barleria pseudoprionitis
- Barleria pseudosomalia
- Barleria puccionii
- Barleria pulchella
- Barleria pulchra
- Barleria punctata
- Barleria pungens
- Barleria purpureosepala
- Barleria purpureotincta
- Barleria quadrispina
- Barleria ramulosa
- Barleria randii
- Barleria rehmannii
- Barleria repens
- Barleria reticulata
- Barleria rhodesiaca
- Barleria rhynchocarpa
- Barleria richardsiae
- Barleria rigida
- Barleria robertsoniae
- Barleria rogersii
- Barleria rotundifolia
- Barleria ruellioides
- Barleria salicifolia
- Barleria samhanensis
- Barleria saxatilis
- Barleria scabriuscula
- Barleria scandens
- Barleria sceptrum-katanganum
- Barleria schmitti
- Barleria senensis
- Barleria sepalosa
- Barleria separata
- Barleria seyrigii
- Barleria siamensis
- Barleria smithii
- Barleria solitaria
- Barleria spinifolia
- Barleria spinulosa
- Barleria splendens
- Barleria stellatotomentosa
- Barleria stenophylla
- Barleria steudneri
- Barleria stimulans
- Barleria stocksii
- Barleria strigosa
- Barleria subglobosa
- Barleria subinermis
- Barleria submollis
- Barleria subregularis
- Barleria sunzuana
- Barleria superata
- Barleria taitensis
- Barleria tanzaniana
- Barleria terminalis
- Barleria tetracantha
- Barleria tischeriana
- Barleria tomentosa
- Barleria transvaalensis
- Barleria trispinosa
- Barleria ukamensis
- Barleria usambarica
- Barleria variabilis
- Barleria velutina
- Barleria venenata
- Barleria ventricosa
- Barleria verdickii
- Barleria vestita
- Barleria whytei
- Barleria villosa
- Barleria wilmsiana
- Barleria vinciifolia
- Barleria violacea
- Barleria violascens
- Barleria virgula
- Barleria volkensii
- Barleria vollesenii